# Warum ich niemals für mein Land kämpfen würde
Warum ich niemals für mein Land kämpfen würde: Gegen die Kriegstüchtigkeit ist ein Sachbuch aus dem Jahr 2025 von Ole Nymoen, das sich mit der Militarisierung Deutschlands auseinandersetzt und im Rowohlt-Verlag erschienen ist. Das Buch erschien im Anschluss an einen Artikel in der Zeit.

## Inhalt
Das Buch gliedert sich in drei Teile.
Im ersten Teil erklärt Nymoen, inwiefern Kriege aus seiner Sicht für die Exekutive sinnvoll seien: Diese sei am Machterhalt interessiert, wofür sie ihre Bevölkerung opfern würde. Die verbreitete These, Kriege seien ausschließlich auf wirtschaftliche Interessen zurückzuführen, weist er mit Verweis auf den großen wirtschaftlichen Schaden zurück.
Im zweiten Teil führt Nymoen aus, dass der Krieg für die Individuen sinnlos sei, da sie im Krieg nur verlieren könnten.
Im letzten Teil reagiert Nymoen auf Leserbriefe zu seinem Zeit-Artikel.

## Kritik
Constantin Hühn bewertete das Buch in Deutschlandfunk Kultur positiv und auch wenn er nicht allen Gedanken des Buchs folgen könne, sieht er es als wichtiges Gegengewicht „zum aktuellen Aufrüstungsdiskurs“. Es erinnere daran, „was Krieg im Zweifelsfall anrichten würde“.
Raphael Schmeller kritisierte in der Berliner Zeitung zwar Lücken bei der Beschreibung der Gründe, wieso es zu Kriegen kommt, lobt es aber dennoch als ein „richtige[s] Buch zur richtigen Zeit“. Nymoen zerlege „präzise alle Argumente für Krieg und Nationalismus“.
Andererseits kritisierte die jüdische, deutsch-ukrainische Autorin Marina Weisband: „Meine Großeltern haben mit einer Pistole unterm Kopfkissen geschlafen, weil für uns als Juden nicht egal war, wer diesen Krieg gewinnt.“ Ohne Landesverteidigung wäre ihre Familie tot gewesen. Eine neutrale Haltung bei Konflikten helfe dem Aggressor, so Weisband. Die von Nymoen geführte Debatte sei nur für Menschen, „die so privilegiert sind, dass es ihnen eigentlich fast egal sein kann, unter wem sie leben“. Laut Richard Herzinger (Perlentaucher) zeige sich an Nymoen, wie „wenig die Aufarbeitung der Vergangenheit, auf die Deutschland so stolz ist, tatsächlich gefruchtet“ habe. Nymoens fehlende Differenzierung zwischen Demokratien und totalitären Staaten sei „Ausdruck eines [...] weltfremden wie empathielosen Wohlstandsegoismus“. Herzinger polemisierte, Nymoen sei wenig bedeutsam, aber omnipräsent.
Negativ fiel ebenso die Kritik in der Jungle World aus. Nymoens Buch komme nicht ohne „populistische Rhetorik“ und „ätzendem Zynismus“ aus. Nymoen differenziere in seiner „pseudoradikalen Kritik“ nicht und wolle nichts von Widersprüchen wissen. „Für Unterscheidungen zwischen Aggressoren und Angegriffenen, imperialistischen Eroberungszügen und Landesverteidigung, Demokratien und Diktaturen hat Nymoen nichts übrig.“
Die Kritik von Felix Bardorf im Neuen Deutschland fiel differenzierter aus. So wird dort zwar angemerkt, dass er Alternativen jenseits der Mobilisierung für den Krieg wie z. B. das Konzept der Sozialen Verteidigung kaum diskutiert. Ebenso wird kritisiert, dass das Staatsverständnis im Abstrakten bleibt, weswegen ein analytisch differenzierter Blick auf unterschiedliche kriegerische Auseinandersetzung und Kriegsparteien in der Streitschrift nicht geleistet werden kann. Allerdings wird positiv hervorgehoben, dass das Buch eine kritische Intervention gegen die geistige Mobilmachung der Bevölkerung im Zeichen der militärischen Zeitenwende sei.
Marc Püschel kommt in seiner Rezension in der jungen Welt zum Fazit: „[...] Nymoen kommt das Verdienst zu, inmitten der Propaganda für Aufrüstung und Militarisierung eine Verweigerungshaltung prominent gemacht zu haben. Doch die völlige Aufgabe jeglicher inhaltlicher Bewertung von Staaten und das Ignorieren ihrer konkreten sozioökonomischen und politischen Verfasstheit führt am Ende nur zu einer Form der Hyperpolitik, in der mit besonders radikal erscheinenden Thesen im Debattenbetrieb für Aufsehen gesorgt wird.“

## Ausgaben
- Ole Nymoen: Warum ich niemals für mein Land kämpfen würde: Gegen die Kriegstüchtigkeit. Rowohlt, Hamburg 2025, ISBN 978-3-499-01755-1.